# Schneiderhöhnite
La schneiderhöhnite è un minerale.